# Чемпионат мира по фигурному катанию 1908
Чемпионат мира по фигурному катанию 1908 года был проведён Международным союзом конькобежцев в Австро-Венгрии и России. Фигуристы соревновались в мужском, женском одиночном катании и — впервые в истории — в парном катании был проведен официальный чемпионат ИСУ.
Соревнование среди мужчин и женщин проходили с 25 по 26 января в Опаве, среди пар — 16 февраля в Санкт-Петербурге, в Юсуповском саду.

## Результаты

### Мужчины
| Место | Имя            | Страна   | Сумма мест |
| ----- | -------------- | -------- | ---------- |
| 1     | Ульрих Сальхов | Швеция   | 9          |
| 2     | Гилберт Фукс   | Германия | 12         |
| 3     | Генрих Бургер  | Германия | 21         |

### Женщины
| Место | Имя             | Страна   | Сумма мест |
| ----- | --------------- | -------- | ---------- |
| 1     | Лили Кронбергер | Венгрия  | 5          |
| 2     | Эльза Рендшмидт | Германия | 10         |

### Пары
| Место | Имя                             | Страна         | Сумма мест |
| ----- | ------------------------------- | -------------- | ---------- |
| 1     | Анна Хюблер и Генрих Бургер     | Германия       | 5          |
| 2     | Филлис Джонсон и Джеймс Джонсон | Великобритания | 11.5       |
| 3     | Лидия Попова и Александр Фишер  | Россия         | 13.5       |